# Beach Bunny
Beach Bunny es una banda estadounidense de power pop originaria de Chicago, Illinois, y activa desde 2015. Alcanzó parte de su fama después de que sus canciones «Prom Queen» y «Cloud 9» se viralizaron en TikTok durante 2019 y 2020.
Empezó como un proyecto solista de Lili Trifilio, antes de convertirse en un grupo en 2017. En febrero de 2020 publicaron su álbum debut, Honeymoon, por medio de Mom + Pop Music.

## Historia
Beach Bunny comenzó en 2015 como un proyecto solista de Lili Trifilio, quien publicó la canción «6 Weeks» y, poco después, el EP Animalism. Los dos años siguientes Beach Bunny continuó como un proyecto en solitario con el lanzamiento de los EP Pool Party y Crybaby. En 2017, Jon Alvarado, Matt Henkels y Aidan Cada se sumaron a Trifilio en la batería, guitarra y bajo, respectivamente, y en 2018, Beach Bunny publicó Prom Queen, su primer EP como grupo. Poco después, la banda se popularizó enormemente cuando la canción homónima del EP se viralizó en la red social TikTok y alcanzó los 120 millones de reproducciones en la plataforma Spotify.
En 2019, Cada salió del grupo y se integró Anthony Vaccaro como reemplazo.
El 31 de octubre, Beach Bunny anunció su firma con la discográfica Mom + Pop Music, y en febrero de 2020, publicaron su primer álbum de estudio, Honeymoon. Joe Reinhart produjo el álbum en Electrical Audio, estudio de grabación chicagüense perteneciente a Steve Albini, y después lo masterizó en Headroom Studios. Honeymoon posteriormente apareció en las listas de los mejores álbumes de ese año de The New York Times y Rolling Stone. Poco después, «Cloud 9», una de las pistas del álbum, se convirtió en la segunda canción de Beach Bunny en viralizarse en TikTok, donde se usó en 2 millones de videos.
En noviembre de 2020, la banda publicó el sencillo «Good Girls (Don't Get Used)», y en enero de 2021, Beach bunny publicó su quinto EP, Blame Game. En octubre del mismo año la banda lanzó el sencillo «Oxygen», y en marzo de 2022, publicaron «Fire Escape» y anunciaron su segundo álbum de estudio, Emotional Creature, que finalmente se publicó el 22 de julio.
En junio de 2024, Beach Bunny lanzó «Vertigo» a través del sello AWAL, su primera canción en casi dos años y en formato de trío, con Vaccaro como guitarrista después de la salida de Matt Henkels en 2022.

## Miembros
Actuales
- Lili Trifilio – voz, guitarra (2015-presente)
- Jon Alvarado – batería (2017-presente)
- Anthony Vaccaro – bajo, guitarra (2019-presente)

Antiguos
- Aiden Cada – bajo (2017-2019)
- Matt Henkels – guitarra (2017-2022)

## Discografía
| Álbumes de estudio - 2020: Honeymoon - 2022: Emotional Creature Álbumes recopilatorios - 2019: Prom Queen / Crybaby Extended Plays - 2015: Animalism - 2016: Pool Party - 2017: Crybaby - 2018: Prom Queen - 2018: Beach Bunny on Audiotree Live - 2021: Blame Game | Sencillos - 2018: «Sports» - 2018: «Prom Queen» - 2018: «Painkiller» - 2019: «Dream Boy» - 2019: «Ms. California» - 2020: «Cloud 9» - 2020: «Promises» - 2020: «Good Girls (Don't Get Used)» - 2021: «Oxigen» - 2021: «Christmas Caller» - 2024: «Vertigo» |